# Золотий м'яч 1990
«Золотий м'яч 1990»

25 грудня 1990
Найкращий футболіст Європи: 
 Лотар Маттеус
 (вперше)

← 1989 * Золотий м'яч * 1991 →
Золотий м'яч 1990 року — 35-те щорічне вручення нагороди найкращому футболісту Європи, за підсумками опитування від журналу «Франс Футбол».

## Процедура голосування
Участь у голосуванні за визначення найкращого футболіста в Європі взяли представники 29 футбольних асоціацій УЄФА, зокрема: Австрії, Албанії, Англії, Бельгії, Болгарії, Греції, Данії, Ірландії, Ісландії, Іспанії, Італії, Люксембурга, Мальти, Нідерландів, НДР, Польщі, Португалії, Румунії, СРСР, Туреччини, Угорщини, Фінляндії, Франції, ФРН, Чехословаччини, Швейцарії, Швеції, Шотландії та Югославії. Вперше участь в голосуванні взяли представники Ісландії та Мальти. СРСР втретє поспіль представляв журналіст українського видання «Спортивна газета».
Кожен із членів журі обирав п'ятьох футболістів, які, на його думку, є найкращими гравцями Європи. За перше місце нараховували 5 очок, за друге — чотири, за третє — три, за четверте — два, за п'яте — одне очко. Переможець максимально міг отримати 145 очок.
Результати голосування були опубліковані 25 грудня 1990 року в журналі France Football (№ 2333).

## Підсумки голосування
Володарем нагороди став 29-річний німецький півзахисник клубу «Інтер» (Мілан) Лотар Маттеус, який у тому ж році у складі збірної Німеччини став чемпіоном світу.
Друге місце посів найкращий гравець та найкращий бомбардир чемпіонату світу італієць Сальваторе Скіллачі, третє місце в автора переможного голу у фіналі чемпіонату світу Андреаса Бреме.
Лотар Маттеус став четвертим німецьким футболістом в історії, після Герда Мюллера (1970), Франца Бекенбауера (1972, 1976) та Карла-Гайнца Румменігге (1980, 1981), який виграв «Золотий м'яч».
| Місце | Гравець             | Клуб                            | Країна     | Очки | %      | Місця | Місця | Місця | Місця | Місця | К-ть голосів |
| Місце | Гравець             | Клуб                            | Країна     | Очки | %      | 1-ше  | 2-ге  | 3-тє  | 4-те  | 5-те  | К-ть голосів |
| ----- | ------------------- | ------------------------------- | ---------- | ---- | ------ | ----- | ----- | ----- | ----- | ----- | ------------ |
| 1     | Лотар Маттеус       | Інтернаціонале                  | Німеччина  | 137  | 94.5 % | 25    | 3     |       |       |       | 28           |
| 2     | Сальваторе Скіллачі | Ювентус                         | Італія     | 84   | 57.9 % | 2     | 12    | 5     | 4     | 3     | 26           |
| 3     | Андреас Бреме       | Інтернаціонале                  | Німеччина  | 68   | 46.9 % | 2     | 6     | 8     | 3     | 4     | 23           |
|       |                     |                                 |            |      |        |       |       |       |       |       |              |
| 4     | Пол Гаскойн         | Тоттенгем Готспур               | Англія     | 43   | 29.7 % |       | 2     | 6     | 6     | 5     | 19           |
| 5     | Франко Барезі       | Мілан                           | Італія     | 37   | 25.5 % |       | 5     | 2     | 3     | 5     | 15           |
| 6     | Енцо Шифо           | Осер                            | Бельгія    | 12   | 8.3 %  |       |       | 3     | 1     | 1     | 5            |
| 6     | Юрген Клінсманн     | Інтернаціонале                  | Німеччина  | 12   | 8.3 %  |       |       | 1     | 4     | 1     | 6            |
| 8     | Роберто Баджо       | Фіорентіна Ювентус              | Італія     | 8    | 5.5 %  |       | 1     | 1     |       | 1     | 3            |
| 9     | Франк Райкард       | Мілан                           | Нідерланди | 7    | 4.8 %  |       |       | 1     | 2     |       | 3            |
| 10    | Гвідо Бухвальд      | Штутгарт                        | Німеччина  | 6    | 4.1 %  |       |       | 2     |       |       | 2            |
|       |                     |                                 |            |      |        |       |       |       |       |       |              |
| 11    | Жан-П'єр Папен      | Олімпік (Марсель)               | Франція    | 3    | 2.1 %  |       |       |       | 1     | 1     | 2            |
| 12    | Рафаель Васкес      | Реал Мадрид Торіно              | Іспанія    | 2    | 1.4 %  |       |       |       | 1     |       | 1            |
| 12    | Дес Волкер          | Ноттінгем Форест                | Англія     | 2    | 1.4 %  |       |       |       | 1     |       | 1            |
| 12    | Вальтер Дзенга      | Інтернаціонале                  | Італія     | 2    | 1.4 %  |       |       |       | 1     |       | 1            |
| 12    | Пол Макграт         | Астон Вілла                     | Ірландія   | 2    | 1.4 %  |       |       |       | 1     |       | 1            |
| 12    | Роберт Просинечки   | Црвена Звезда                   | Югославія  | 2    | 1.4 %  |       |       |       | 1     |       | 1            |
| 12    | Драган Стойкович    | Црвена Звезда Олімпік (Марсель) | Югославія  | 2    | 1.4 %  |       |       |       |       | 2     | 2            |
| 18    | Джон Барнс          | Ліверпуль                       | Англія     | 1    | 0.7 %  |       |       |       |       | 1     | 1            |
| 18    | Мікаель Лаудруп     | Барселона                       | Данія      | 1    | 0.7 %  |       |       |       |       | 1     | 1            |
| 18    | Гарі Лінекер        | Тоттенгем Готспур               | Англія     | 1    | 0.7 %  |       |       |       |       | 1     | 1            |
| 18    | Девід Платт         | Астон Вілла                     | Англія     | 1    | 0.7 %  |       |       |       |       | 1     | 1            |
| 18    | Руді Феллер         | Рома                            | Німеччина  | 1    | 0.7 %  |       |       |       |       | 1     | 1            |
| 18    | Кріс Водл           | Олімпік (Марсель)               | Англія     | 1    | 0.7 %  |       |       |       |       | 1     | 1            |

### Деталі голосування
| Австрія        | 5   | 4  | 3  | 2  | 1  |    |    |   |   |   |   |   |   |   |   |   |   |   |   |   |   |   |   |
| Албанія        | 5   | 2  |    | 1  | 4  |    |    |   |   | 3 |   |   |   |   |   |   |   |   |   |   |   |   |   |
| Англія         | 5   | 4  | 2  |    | 3  |    |    |   |   |   |   |   |   |   |   |   |   |   |   | 1 |   |   |   |
| Бельгія        | 5   | 2  |    |    | 4  | 3  |    |   |   |   |   |   |   |   |   |   |   |   | 1 |   |   |   |   |
| Болгарія       | 5   |    | 3  | 4  | 1  |    | 2  |   |   |   |   |   |   |   |   |   |   |   |   |   |   |   |   |
| Греція         | 5   | 2  | 4  | 1  |    |    |    |   |   | 3 |   |   |   |   |   |   |   |   |   |   |   |   |   |
| Данія          | 5   | 4  | 3  | 2  |    | 1  |    |   |   |   |   |   |   |   |   |   |   |   |   |   |   |   |   |
| Ірландія       | 5   | 4  | 1  |    | 3  |    |    |   |   |   |   |   |   |   | 2 |   |   |   |   |   |   |   |   |
| Ісландія       | 5   | 4  | 3  |    |    |    |    | 1 |   |   |   |   |   | 2 |   |   |   |   |   |   |   |   |   |
| Іспанія        | 5   | 1  |    | 3  | 4  |    |    |   |   |   |   | 2 |   |   |   |   |   |   |   |   |   |   |   |
| Італія         | 5   | 4  | 3  |    |    |    |    |   | 2 |   |   |   |   |   |   |   |   |   |   |   | 1 |   |   |
| Люксембург     | 5   | 4  | 2  | 1  |    | 3  |    |   |   |   |   |   |   |   |   |   |   |   |   |   |   |   |   |
| Мальта         | 5   | 3  | 1  |    | 4  |    |    |   |   |   | 2 |   |   |   |   |   |   |   |   |   |   |   |   |
| Нідерланди     |     | 5  | 4  |    | 2  |    |    |   | 3 |   |   |   |   |   |   |   |   |   |   |   |   |   | 1 |
| НДР            | 5   | 4  |    | 3  | 2  |    |    |   |   |   |   |   |   |   |   |   |   |   |   |   |   | 1 |   |
| Польща         | 5   | 1  | 4  | 3  |    |    | 2  |   |   |   |   |   |   |   |   |   |   |   |   |   |   |   |   |
| Португалія     | 5   | 3  | 4  |    |    |    |    |   |   |   | 1 |   | 2 |   |   |   |   |   |   |   |   |   |   |
| Румунія        | 5   | 4  | 1  | 2  |    | 3  |    |   |   |   |   |   |   |   |   |   |   |   |   |   |   |   |   |
| СРСР           | 5   | 3  |    | 4  | 1  |    | 2  |   |   |   |   |   |   |   |   |   |   |   |   |   |   |   |   |
| Туреччина      | 5   | 4  | 1  | 2  |    |    |    | 3 |   |   |   |   |   |   |   |   |   |   |   |   |   |   |   |
| Угорщина       | 5   | 2  | 4  | 1  |    |    | 3  |   |   |   |   |   |   |   |   |   |   |   |   |   |   |   |   |
| Фінляндія      | 4   |    | 5  | 3  | 1  |    | 2  |   |   |   |   |   |   |   |   |   |   |   |   |   |   |   |   |
| Франція        | 5   | 4  | 3  | 1  |    |    |    |   | 2 |   |   |   |   |   |   |   |   |   |   |   |   |   |   |
| ФРН            | 5   | 4  | 3  | 2  | 1  |    |    |   |   |   |   |   |   |   |   |   |   |   |   |   |   |   |   |
| Чехословаччина | 5   | 3  | 4  |    | 2  |    | 1  |   |   |   |   |   |   |   |   |   |   |   |   |   |   |   |   |
| Швейцарія      | 5   | 1  |    | 3  | 4  | 2  |    |   |   |   |   |   |   |   |   |   |   |   |   |   |   |   |   |
| Швеція         | 4   | 3  | 5  | 2  |    |    |    |   |   |   |   |   |   |   |   |   | 1 |   |   |   |   |   |   |
| Шотландія      | 5   |    | 3  |    |    |    |    | 4 |   |   |   |   |   |   |   | 2 |   | 1 |   |   |   |   |   |
| Югославія      | 4   | 5  | 2  | 3  |    |    |    |   |   |   |   |   |   |   |   |   | 1 |   |   |   |   |   |   |
| РАЗОМ          | 137 | 84 | 68 | 43 | 37 | 12 | 12 | 8 | 7 | 6 | 3 | 2 | 2 | 2 | 2 | 2 | 2 | 1 | 1 | 1 | 1 | 1 | 1 |

## Цікаві факти
- Розподіл за амплуа серед 23 футболістів згаданих в анкетах наступний: 1 воротар, 4 захисники, 10 півзахисників та 8 нападників.[1]
- Лотар Маттеус став 26-м футболістом, якому вдалося стати володарем нагороди «Золотий м'яч».
- Лотар Маттеус вп'яте поспіль потрапив у підсумковий залік опитування. У 1986 році німецький гравець набравши 2 очки посів 24 місце, у 1987 році посів 12 місце (5 очок), у 1988 — 6 місце (10 очок) та у 1989 році — 4 місце (24 очки).
- Лотар Маттеус переміг з рекордним показником за кількістю набраних очок — 137 із 145. Але за показником максимально можливої кількості очок (94,48 %) цей результат не входив навіть у чільну трійку, рекордсменом за відсотковим показником залишався Мішеля Платіні, який у 1984 році набрав 98,46 % можливої кількості очок (128 із 130).
- Респонденти Австрії та Німеччини — єдині з учасників опитування хто згадав у своїх анкетах підсумкову п'ятірку лідерів та ще й у правильному порядку.
- Представник Нідерландів єдиний з респондентів, який не «помітив» переможця опитування у своїй анкеті.
- Представник Німеччини вшосте виграв трофей «Золотий м'яч» (Герд Мюллер, Франц Бекенбауер — двічі, Карл-Гайнц Румменігге — двічі та Лотар Маттеус). Таким чином, німці наздогнали за цим показником Нідерланди — в обох країн по 6 нагород, у Англії та Франції було по 4, в Іспанії, Італії та СРСР — по 3 нагороди.
- «Інтернаціонале» став 16-м клубом, представник якого виграв трофей «Золотий м'яч». Найбільше таких нагород було у «Ювентуса» та «Баварії» — по 5, «Мілана» — 4, у «Манчестер Юнайтед», «Реала» (Мадрид), «Барселони» — по 3 нагороди.
- 23 згадані в анкетах гравці представляли 10 країн, з них найбільше було від Англії — 6, Німеччини — 5, Італії — 4, Югославії — 2 гравці.
- Вперше з 1980 року були відсутні представники СРСР.
- П'ятий рік поспіль в анкетах респондентів не було жодного гравця з Угорщини.
- Представники Німеччини 34 роки поспіль згадувалися в анкетах респондентів. Усього за 35 років вручення нагороди футболісти Німеччини згадувалися в анкетах хоча б одного разу у 34-х опитуваннях, італійські гравці згадувалися у 33-х опитуваннях, футболісти Англії — у 31-му, Франції та Іспанії — у 30-ти, СРСР — у 28-ми, Швеції — у 24-х, Шотландії, Нідерландів та Югославії — у 23-х, Португалії — у 22-х, Бельгії — у 21-му, Угорщини — у 20-ти опитуваннях.
- Німецькі футболісти найчастіше потрапляли в загальний залік опитувань — 133 разів, італійські — 101, англійські — 99, радянські — 65, французькі — 60, нідерландські — 58, іспанські — 55, угорські — 50 разів.
- Вдесяте лауреатом трофею став представник італійської першості. Італійський чемпіонат зміцнив лідерство за цим показником, у німецької першості було 8 трофеїв, у іспанської — 6, англійської — 4 трофеї.
- Всього в анкетах були згадані гравці із 14 клубів, серед них найбільше було представників «Інтернаціонале» — 4, марсельського «Олімпіка» — 3, Тоттенгем Готспур, «Мілана», «Астон Вілли» та «Ювентуса» — по 2 гравці.
- Всього за 35 років проведення опитувань в анкетах були згадані 438 футболістів із 168 клубів. Футболісти «Ювентуса» були згадані в опитуваннях хоча б одного разу у 26-ти випадках, мадридського «Реала» у 25-ти, «Інтернаціонале» — у 23-х, «Барселони» — у 22-х, «Баварії» та «Мілана» — у 21-му, «Манчестер Юнайтед» — у 20-ти, «Кельна» — у 16-ти, «Тоттенгем Готспур» — у 15-ти, «Бенфіки», «Аякса», празької «Дукли», «Црвена Звезди» та київського «Динамо» — у 14-ти випадках.
- Лідером за кількістю футболістів, які фігурували в опитуваннях щотижневика «Франс Футбол» був «Ювентус» — 22 гравці, мадридський «Реал» представляли 19 гравців, «Мілан» та «Барселону» — по 16, «Інтернаціонале» та «Манчестер Юнайтед» — по 14, «Кельн» та київське «Динамо» — по 12, «Аякс» та «Ліверпуль» — по 11, «Андерлехт» та «Бенфіку» по 10 футболістів.
- Вперше в опитуваннях були згадані футболісти 2 клубів — «Осера» та «Астон Вілли».
- Вперше в опитуваннях були згадані 9 футболістів, а саме: Сальваторе Скіллачі, Пол Гаскойн, Гвідо Бухвальд, Рафаель Васкес, Роберт Просинечки, Девід Платт, Кріс Водл, а також майбутній володар «Золотого м'яча» Роберто Баджо.
- Загалом 438 згаданих в анкетах футболістів за історію проведення опитування представляли 28 країн. Лідерами за кількістю таких футболістів були ФРН — 43, Англія — 42 та Італія — 38 гравців. У десятку лідерів також входили СРСР — 29, Франція — 28, Іспанія — 25, Нідерланди — 24, Югославія — 22, Угорщина — 18, а також Чехословаччина та Швеція — по 17 гравців.
- Рекордсменами за кількістю попадань у заліки опитувань залишалися Франц Бекенбауер та Йоган Кройф — в обох по 12 номінацій, у Еусебіу та Мішеля Платіні було 11 номінацій, у Льва Яшина, Джанні Рівери, Герда Мюллера — по 10, у Боббі Чарлтона та Сандро Маццоли — було по 9 номінацій.
- Лідером за кількістю потраплянь у чільну п'ятірку залишався Франц Бекенбауер — 10 разів, далі розташовувалися Мішель Платіні — 8, Йоган Кройф — 7, Еусебіу — 6, а також Карл-Гайнц Румменігге та Луїс Суарес — по 5 разів.
- Франц Бекенбауер також залишався лідером за кількістю потраплянь у 10-ку найкращих — 11 разів, за ним йшли Мішель Платіні та Йоган Кройф — по 9, Еусебіу, Джанні Рівера та Герд Мюллер — по 8, Боббі Чарлтон та Карл-Гайнц Румменігге — по 7 разів.